# Naqif Hamzayev
Naqif Hamzayev est un homme politique azerbaïdjanais, membre des Ve et VIe législatures de l'Assemblée nationale d'Azerbaïdjan.

## Biographie
Naqif Hamzayev est né le 24 mai 1983 à Basarketcher. En 2004, il est diplômé de la faculté d'histoire de l'Université d'État de Bakou.
Il parle anglais et russe.
Il est docteur en philosophie, et en histoire.

### Carrière
En 2009, il a travaillé comme spécialiste au Département des technologies de l'information et de la communication de l'Université d'État de Gandja.
En 2009-2012, il a travaillé comme spécialiste au Département des relations internationales, directeur du Centre des technologies de l'information et de la communication et chef du Département de l'innovation à l'Université agricole d'État d'Azerbaïdjan.
En 2013-2014, il a travaillé comme chef adjoint du pouvoir exécutif du district de Kapaz de la ville de Gandja.
Il est membre du comité des droits de l'homme de l'Assemblée nationale, du comité des ressources naturelles, de l'énergie et de l'écologie. Il est le chef du groupe de travail Azerbaïdjan-Inde sur les relations interparlementaires, membre des groupes de travail sur les relations avec les parlements de Biélorussie, Grande-Bretagne, République tchèque, Chine, Géorgie, Israël, Suède, Colombie, Corée, Kazakhstan, Hongrie, Mauritanie, Portugal, Thaïlande, Turquie, Ukraine.
Il est membre de la délégation azerbaïdjanaise à l'Union interparlementaire.

### Famille
Il est marié et a deux enfants.

## Prix
- Médaille du jubilé du 100e anniversaire de la République Démocratique d'Azerbaïdjan (1918-2018)[4]